# لاندري كاموا
لاندري كاموا (بالفرنسية: Landry Kamwa) هو لاعب كرة قدم كاميروني، ولد في 31 ديسمبر 2001 في دوالا في الكاميرون. لعب مع نادي مينسك ويونيون دوالا ونادي رويال.

## وصلات خارجية
- لاندري كاموا على موقع قاعدة بيانات كرة القدم.إي يو (الإنجليزية)
- لاندري كاموا على موقع Soccerway.com (الإنجليزية)